# Geocrinia vitellina
Espèce
Statut de conservation UICN

 VU D2 : Vulnérable
Geocrinia vitellina est une espèce d'amphibiens de la famille des Myobatrachidae.

## Répartition
Cette espèce est endémique du Sud-Ouest de l'Australie-Occidentale,.

## Description
Geocrinia vitellina mesure entre 17 et 24 mm et ressemble morphologiquement à Geocrinia alba. Son dos varie du brun-clair au gris et présente des taches brun foncé. Ses flancs sont d'une couleur orange plus ou moins accentuée.

## Publication originale
- Wardell-Johnson & Roberts, 1989 : Endangered! Forest frogs. Landscope, Perth, vol. 5, p. 17.